# イースト・ダンバートンシャー

イースト・ダンバートンシャー

イースト・ダンバートンシャー（英語: East Dunbartonshire、スコットランド・ゲール語: Siorrachd Dhùn Breatainn an Ear）は、スコットランドの行政区画の1つである。

## 地理
ストラスクライド地方（リージョン）に位置する州（カウンシルエリア）である。

### 隣接する州
グラスゴーの北西に位置する。ウェスト・ダンバートンシャー、スターリング、ノース・ラナークシャーと接する。

## 観光

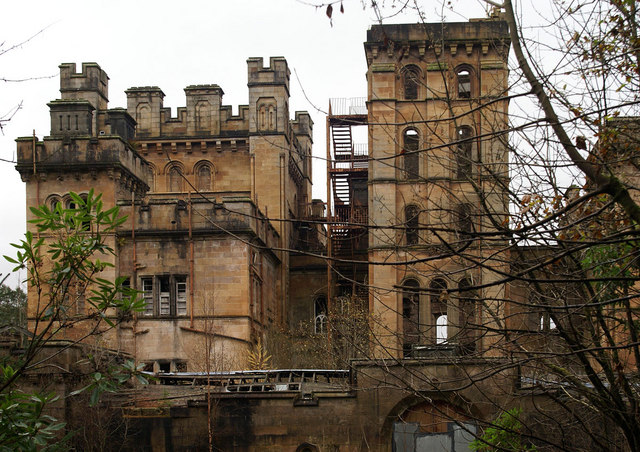
レノックス城

### 史跡
主な城郭
- クレージェンド城
- マグドック城
- レノックス城

主な史跡
- アントニヌスの長城

## 出身者
- エイミー・マクドナルド - シンガーソングライター

## 姉妹都市
- 余市町（日本 北海道 後志総合振興局 余市郡）

ニッカウヰスキーの創業者である竹鶴政孝の留学先、かつその妻リタの出身地として、1988年（昭和63年）10月12日にニッカウヰスキーの本拠地である余市町と姉妹都市関係を締結した。